# Capilla del Cristo del Hospital (Villarreal)
La capilla del Cristo del Hospital de Villarreal (Provincia de Castellón, España) es el último vestigio de aquel edificio sanitario, concedido por el rey fundador a la villa. Tiene una interesante decoración barroca. 

## Historia
El hospital de Vila-real fue creado a iniciativa del ciudadano Pere Dahera a finales del siglo XIII, al poco tiempo de crearse la propia villa. El edificio primitivo es seguro que tendría alguna capilla donde oficiar las ceremonias religiosas. Para él encargó la familia Gil un retablo principal al pintor Joan Rexach el año 1458, retablo desaparecido de su ubicación original en el transcurso del siglo XIX, pero algunas de cuyas tablas circulan por el mercado de arte. La misma familia hizo unas profundas reformas o quizás edificó de nueva planta la capilla en 1466. Consta de una sola nave con bóveda de cañón, bajo la cual es posible que se halle todavía la bóveda de crucería gótica. El presbiterio cupulado fue edificado entre 1717 y 1732 y aparece ricamente ornamentado con tallas de ángeles, guirnaldas y medallones dorados, atribuibles al escultor vila-realense Josep Sebastià. En las pechinas hay cuatro pinturas sobre tabla relacionadas con la Pasión. Guarda una copia del antiguo crucifijo hospitalario, estupenda talla del siglo XVI destruida en 1936. El exterior del edificio, incluida la cúpula, experimentó una agresiva reforma a cargo del arquitecto Vicente Traver en la década de los años treinta del pasado siglo 
El edificio que la alberga fue posteriormente monasterio de religiosas dominicas, las cuales trasladaron aquí algunos elementos de su primitivo convento instalado en el palacio de los Montull. Entre lo conservado encontramos algunas puertas de los siglos XVI y XVII y un ŕetablo cerámico de san Vicente Ferrer, deliciosa obra de 1803, que ha quedado absurdamente oculto al habilitar una dependencia como sala de exposiciones. Otras muestras de cerámica del siglo XVIII son los zócalos de diversas salas. Al desaparecer el convento su abundante patrimonio ha quedado en manos del Obispado y se encuentra en la Arciprestal. Tras el traslado de las monjas de esta orden, se instalaron en él Carmelitas descalzas, pasando el jardín del convento a ser propiedad municipal y quedando como jardín público, y otra parte como sala de exposiciones.